# ワンダ・パンフィル
ワンダ・マリアンナ・パンフィル＝ゴンサレス（Wanda Marianna Panfil-Gonzalez、1959年1月26日 - ）は、ポーランドの陸上競技選手。専門は長距離走。

## 人物
ポーランド トマシュフ・マゾビエツキ出身。
1975年に地元のスポーツクラブ・レシア・トマシュフ・マゾビエツキに入団し、本格的に競技活動に入る。
1,500mからフルマラソンまで幅広い距離をこなした選手である。
1980年代後半からフルマラソンを走るようになり、初マラソンは1987年のベルリンマラソンで、この時は2時間32分1秒で2位に入った。1988年のソウルオリンピック女子マラソンにポーランド代表として出場して22位の成績であったが、1990年の名古屋国際女子マラソンで優勝してからはロンドン、ニューヨーク、ボストンと外国主要マラソンをことごとく制覇する。
1991年世界陸上選手権東京大会女子マラソンにてポーランド代表として出場し、2時間29分53秒で優勝（金メダル）した。優勝候補の一角と謳われた翌1992年の1992年バルセロナオリンピックでは22位と惨敗した。
現役引退後はメキシコの陸上競技選手で1988年ソウルオリンピック出場経験のあるマウリシオ・ゴンサレスと結婚してメキシコへ移住しており、現地で陸上競技指導者となっている。